# Presečina
Presečina je naselje u gradu Leskovcu, Jablanički upravni okrug, Srbija. Prema popisu iz 2022. godine u Presečini je živjelo 379 stanovnika.